# Pedro Eustache
Pedro Eustache (Caracas, Venezuela, 18 de agosto de
1959) é um músico e compositor multi-instrumentista venezuelano especializado em instrumentos de sopro.
Eclético, o músico que tem experiência de mais de 35 anos, estudou profundamente mais de quinhentos tipos de
aerofones oriundos de diferentes partes do mundo, desde as clásicas flautas, todas as variantes de saxofones, quenas, clarinetes e os mais diversos instrumentos indígenas de variadas regiões e culturas.
Pedro também possui uma coleção formada por cerca de 600 instrumentos vindos das mais variadas regiões, muitos dos quais foram criados ou modificados pelo próprio músico.
Pedro Eustache já participou de gravações de artistas como Phil Collins,
Yanni, Michel Colombier, Andraé Crouch, Dave Grusin, Ravi Shankar, John Debney, entre outros. Além de bandas sonoras de filmes como The Passion of the Christ e Brother Bear.

## Discografia solo
- Strive for Higher Realities (1994)
- The Giant Sleeps (1995)
- Global Mvission (2004)
- Hymns Of Yesterday & Today (2007)